# Мемдельское сельское поселение
Мемдельское се́льское поселе́ние (тат. Мәмдәл авыл җирлеге, Mämdäl awıl cirlege) — муниципальное образование в Высокогорском районе Татарстана Российской Федерации.
Административный центр — село Мемдель.

## История
Статус и границы сельского поселения установлены Законом Республики Татарстан от 31 января 2005 года № 20-ЗРТ «Об установлении границ территорий и статусе муниципального образования "Высокогорский муниципальный район" и муниципальных образований в его составе». В поселении функционирует Сельская средняя общеобразовательная школа и Детский сад.   

## Население
| 2010 | 2011 | 2012 | 2013 | 2014 | 2015 | 2016 |
| ---- | ---- | ---- | ---- | ---- | ---- | ---- |
| 922  | ↗923 | ↗935 | ↗942 | ↘925 | ↗935 | ↘934 |
| 2017 | 2018 |      |      |      |      |      |
| ↗937 | →937 |      |      |      |      |      |

## Состав сельского поселения
| № | Населённый пункт | Тип населённого пункта       | Население |
| - | ---------------- | ---------------------------- | --------- |
| 1 | Мемдель          | село, административный центр |           |
| 2 | Юртыш            | посёлок                      |           |